# Zyklon Luban
Zyklon Luban, offiziell Very Severe Cyclonic Storm Luban war der dritte tropische Wirbelsturm, der während der Zyklonsaison im Nordindik 2018 auf die Arabische Halbinsel traf, nach den Zyklonen Sagar und Mekunu im Mai 2018. Luban entwickelte sich am 6. Oktober im zentralen Arabischen Meer und folgte während der größten Zeit seiner Existenz eine westnordwestliche Zugrichtung. Das India Meteorological Department (IMD) stufte Luban am 10. Oktober als sehr schweren zyklonischen Sturm ein – äquivalent zur Kategorie 1 der Saffir-Simpson-Hurrikan-Windskala, mit geschätzten mindestens 135 km/h. Nach dem Landfall am 14. Oktober im Osten des Jemen mit andauernden Windgeschwindigkeiten von 75 km/h schwächte sich der Sturm durch das trockene, bergige Terrain der Arabischen Halbinsel rasch ab und löste sich am 15. Oktober auf. Im Osten Jemens erzeugte der Sturm Starkregen und Sturzfluten, in denen 14 Personen umkamen. Mindestens sieben Ortschaften waren von der Außenwelt abgeschnitten, weil die Straßenverbindungen unterbrochen waren.

## Meteorologische Geschichte

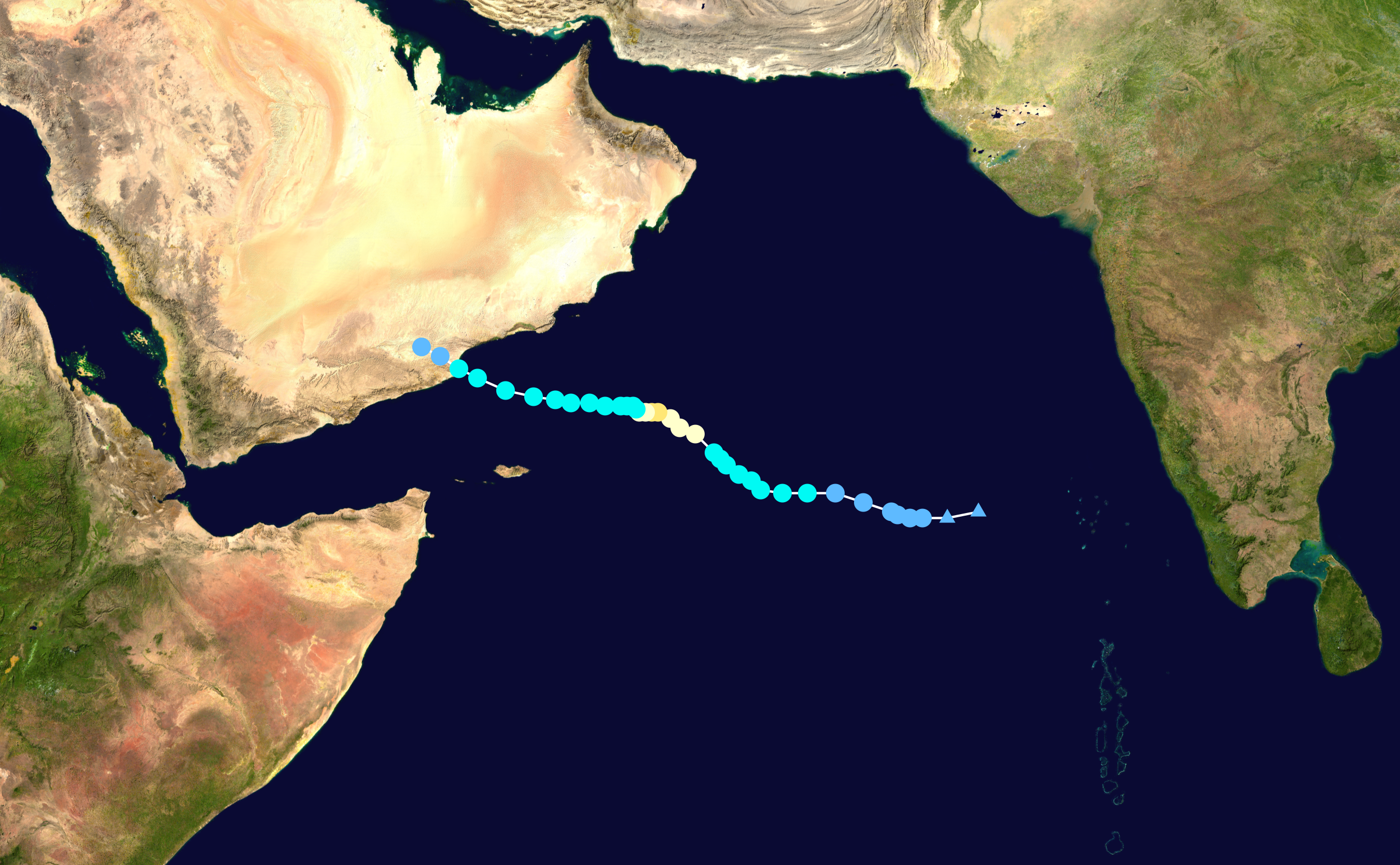
Zugbahn des Wirbelsturms

Am 4. Oktober wies das amerikanische Joint Typhoon Warning Center (JTWC) erstmals auf ein Gebiet mit zerstreuter Konvektion südwestlich von Indien und die Möglichkeit einer tropischen Zyklogenese hin. Das System befand sich über den warmen Gewässern des Arabischen Meeres in einer Zone mit geringer Windscherung. Die Zirkulation wurde zunehmend besser definiert. Am 6. Oktober klassifizierte das India Meteorological Department (IMD) das System als Depression ARB 04. Einen Tag später stufte die Agentur das System zu einer Deep Depression hoch, und am 8. Oktober stufte das IMD das System zum zyklonischen Sturm hoch und vergab den Namen Luban. Am selben Tag begann das JTWC mit der Ausgabe von Warnungen zu Luban und vergab die Bezeichnung 05A.
Zu der Zeit, als das JTWC mit den Sturmwarnungen begonnen hat, hatte Luban um eine bestehende zentrale Gewitterzone rotierende Regenbänder, mit guter Ausströmung auf der Nordseite. Die Zirkulation organisierte sich im Laufe der zeit besser und wurde von einem subtropischen Rücken im Norden in einer allgemein westnordwestlichen Richtung gesteuert. Am 9. Oktober stufte das IMD Luban zu einem schweren zyklonischen Sturm hoch, und die Gewitter quollen weiterhin über dem Zirkulationszentrum auf. Einen Tag später hatte sich Luban weiter intensiviert und wurde vom IMD als sehr schwerer zyklonischer Sturm eingestuft, mit maximalen andauernden Windgeschwindigkeiten von mehr als 75 Knoten. Das JTWC stufte Luban am 10. Oktober zu einem Zyklon der Kategorie 1 hoch, weil der Sturm ein Auge entwickelt hatte. Sowohl das IMD als auch das JTWC gingen davon aus, dass Luban mit Windgeschwindigkeiten von 140 km/h seine größte Stärke erreichte. Beide Dienste gingen davon aus, dass der Wirbelsturm seine Zugbahn in etwa fortsetzen und so auf die Arabische Halbinsel treffen würde.
Beeinflusst durch zwei Hochdruckrücken bewegte sich Luban nur langsam und begann sich am 11. Oktober infolge von upwelling abzuschwächen, obwohl die Bedingungen für eine weitere Verstärkung ansonsten günstig waren. Der zentrale Kern der Konvektion verschwand, und diese beschränkte sich auf die östliche Seite der Zirkulation. Am 13. Oktober nahm die Gewittertätigkeit über dem Zentrum zu, was auf eine Reintensivierung hindeutete. Doch die Annäherung an das Festland ließ Luban erneut an Kraft verlieren, weil Wasser- und Lufttemperaturen hier kühler waren. Am 14. Oktober gegen 06:00 Uhr UTC überquerte das Zentrum von Luban im Osten des Jemen, etwa 30 km südlich von al-Ghaydah die Küste mit andauernden Windgeschwindigkeiten von 75 km/h. Über dem bergigen und trockenen Festland schwächte sich der Sturm schnell ab, bevor er am 15. Oktober in ein gut ausgeprägtes Tiefdruckgebiet degenerierte.

## Vorbereitungen, Auswirkungen und Folgen
Das IMD empfahl den Fischern, nicht auf die Hohe See des Arabischen Meeres und in den Golf von Aden auszulaufen. In Jemen schaffte der Bevölkerungsfonds der Vereinten Nationen vor dem Landfall 1250 Päckchen mit Nothilferationen in die Küstengebiete. Mediziner wurden in der Region in Bereitschaft gesetzt, um der vom Sturm betroffenen Bevölkerung zu helfen. In Oman schlossen die Behörden Schulen und empfahlen der Bevölkerung im erwarteten Pfad des Sturmes, niedrig gelegene Gebiete zu meiden.
Zyklon Luban traf den Jemen inmitten des seit 2015 währenden Bürgerkrieges und einer Cholera-Epidemie. Die Gesamtschäden im Jemen wurden vorläufig auf ein Milliarde US-Dollar geschätzt. Am schwersten traf der Sturm das Gouvernement al-Mahra, wo etwa 90 Prozent der Infrastruktur beschädigt wurde. Insgesamt kamen durch die Auswirkungen des Sturms 14 Personen im Jemen um, und 124 weitere wurden verletzt, zehn blieben einen Monat nach dem Sturm immer noch vermisst. Etwa 8000 Personen wurden obdachlos. Die Sturmschäden zwangen 2203 Familien, ihre Häuser zu verlassen und eine der 38 in Schulen eingerichteten Notunterkünfte aufzusuchen. Tausende Stück Vieh wurden von den Überflutungen weggespült, die Straßen an der Küste des Jemen und Brücken wurden vom Wasser mitgerissen, was die Hilfsmaßnahmen erschwerte, und Schotterstraßen wurden weggewaschen, sodass sieben Dörfer mit insgesamt 3000 Bewohnern abgeschnitten waren. Der während des Sturms geschlossene Hafen von Nishtun wurde in den folgenden Wochen wieder geöffnet. In al-Masilah wurden durch die Überflutungen 62 Häuser beschädigt oder zerstört. Der Sturm beschädigte das Krankenhaus im Distrikt al-Qishn, sodass das Personal sich in Sicherheit bringen musste und die Einrichtung für mindestens eine Woche geschlossen wurde. Der Sturm beschädigte rund 90 % des Stromnetzes in al-Ghaydah. Verbreitet ging der Zugang zu sauberem Trinkwasser verloren, weil Brunnen durch die Auswirkungen des Sturmes zerstört waren. Der Rote Halbmond Jemens führte Such- und Rettungsaktionen durch und wurde dabei von durch Saudi-Arabien entsandten Hubschraubern unterstützt.
Luban führte nach dem Landfall auch im Süden von Oman zu starken Niederschlägen, die zu Sturzfluten führten. Dalkut meldete 145 mm und Salalah 138 mm, jeweils innerhalb von 24 Stunden.
Nach dem Durchzug des Sturms stellten verschiedene gemeinnützige und Regierungsorganisationen Nothilfe für die von Luban betroffene Bevölkerung zur Verfügung. Das King Salman Relief Centre schickte zwei Lastwagen mit Zelten, Decken und Matratzen von Aden aus in die am stärksten betroffenen Gebiete, und die Oman Charitable Organization schickte sieben Lastwagen mit Nahrungsmitteln und anderen Gütern in den Osten des Jemen. Die Weltgesundheitsorganisation schickte drei Tonnen medizinische Güter, darunter Medikamente gegen Cholera und Malaria und für die Behandlung allgemeiner Verletzungen. Der Rote Halbmond der Vereinigten Arabischen Emirate hatte etwa zehn Tage nach dem Sturm die Schotterpisten von Trümmern geräumt und soweit ausgebessert, sodass die zuvor abgeschnittenen Dörfer wieder erreicht werden konnten. Das Gouvernement al-Mahra stellte für die Reparatur öffentlicher Einrichtungen ﷼ ‎2 Milliarden (US$2,55 Millionen) zur Verfügung.

## Belege
1. ↑  Significant Tropical Weather Outlook for the Indian Ocean. Joint Typhoon Warning Center, 4. Oktober 2018, archiviert vom Original am 22. Mai 2024; abgerufen am 26. November 2018 (englisch).  Info: Der Archivlink wurde automatisch eingesetzt und noch nicht geprüft. Bitte prüfe Original- und Archivlink gemäß Anleitung und entferne dann diesen Hinweis.
2. ↑  Significant Tropical Weather Outlook for the Indian Ocean. Joint Typhoon Warning Center, 5. Oktober 2018, archiviert vom Original am 22. Mai 2024; abgerufen am 21. Oktober 2018 (englisch).  Info: Der Archivlink wurde automatisch eingesetzt und noch nicht geprüft. Bitte prüfe Original- und Archivlink gemäß Anleitung und entferne dann diesen Hinweis.
3. ↑  
Naresh Kumar: Bulletin No. : 1 (ARB 04/2018). (PDF) India Meteorological Department, 6. Oktober 2018, abgerufen am 26. November 2018 (englisch).
4. ↑  
Naresh Kumar: Bulletin No. : 7 (ARB 04/2018). (PDF) India Meteorological Department, 7. Oktober 2018, abgerufen am 26. November 2018 (englisch).
5. ↑  
V R Durai: Bulletin No. : 10 (ARB 04/2018). (PDF) India Meteorological Department, 8. Oktober 2018, abgerufen am 26. November 2018 (englisch).
6. 1 2  Tropical Cyclone 05A (Five) Warning NR 001. Joint Typhoon Warning Center, 8. Oktober 2018, archiviert vom Original am 22. Mai 2024; abgerufen am 26. November 2018 (englisch).  Info: Der Archivlink wurde automatisch eingesetzt und noch nicht geprüft. Bitte prüfe Original- und Archivlink gemäß Anleitung und entferne dann diesen Hinweis.
7. ↑  Naresh Kumar: Bulletin No: 11 (BOB 08/2018) and Bulletin No. : 21 (ARB 04/2018). (PDF) India Meteorological Department, 10. Oktober 2018, abgerufen am 26. November 2018 (englisch).
8. ↑  Tropical Cyclone 05A (Luban) Warning NR 008. Joint Typhoon Warning Center, 9. Oktober 2018, archiviert vom Original am 22. Mai 2024; abgerufen am 26. November 2018 (englisch).  Info: Der Archivlink wurde automatisch eingesetzt und noch nicht geprüft. Bitte prüfe Original- und Archivlink gemäß Anleitung und entferne dann diesen Hinweis.
9. ↑  S. D. Kotal: Bulletin No: 11 (BOB 08/2018) and Bulletin No. : 21 (ARB 04/2018). (PDF) India Meteorological Department, 10. Oktober 2018, ehemals im Original (nicht mehr online verfügbar); abgerufen am 26. November 2018 (englisch). (Seite nicht mehr abrufbar. Suche in Webarchiven)  Info: Der Link wurde automatisch als defekt markiert. Bitte prüfe den Link gemäß Anleitung und entferne dann diesen Hinweis.
10. ↑  Tropical Cyclone 05A (Luban) Warning NR 010. Joint Typhoon Warning Center, 10. Oktober 2018, archiviert vom Original am 22. Mai 2024; abgerufen am 26. November 2018 (englisch).  Info: Der Archivlink wurde automatisch eingesetzt und noch nicht geprüft. Bitte prüfe Original- und Archivlink gemäß Anleitung und entferne dann diesen Hinweis.
11. ↑  Tropical Cyclone 05A (Luban) Warning NR 010. Joint Typhoon Warning Center, 10. Oktober 2018, archiviert vom Original am 22. Mai 2024; abgerufen am 26. November 2018 (englisch).  Info: Der Archivlink wurde automatisch eingesetzt und noch nicht geprüft. Bitte prüfe Original- und Archivlink gemäß Anleitung und entferne dann diesen Hinweis.
12. ↑  D. Joardar: Bulletin NO.: 22 (BOB 08/2018) and Bulletin NO. : 32 (ARB 04/2018). (PDF) India Meteorological Department, 10. Oktober 2018, abgerufen am 26. November 2018 (englisch).
13. ↑  Tropical Cyclone 05A (Luban) Warning NR 015. Joint Typhoon Warning Center, 12. Oktober 2018, archiviert vom Original am 22. Mai 2024; abgerufen am 26. November 2018 (englisch).  Info: Der Archivlink wurde automatisch eingesetzt und noch nicht geprüft. Bitte prüfe Original- und Archivlink gemäß Anleitung und entferne dann diesen Hinweis.
14. ↑  Tropical Cyclone 05A (Luban) Warning NR 017. Joint Typhoon Warning Center, 12. Oktober 2018, abgerufen am 26. November 2018 (englisch).
15. ↑  Tropical Cyclone 05A (Luban) Warning NR 022. Joint Typhoon Warning Center, 13. Oktober 2018, archiviert vom Original am 22. Mai 2024; abgerufen am 26. November 2018 (englisch).  Info: Der Archivlink wurde automatisch eingesetzt und noch nicht geprüft. Bitte prüfe Original- und Archivlink gemäß Anleitung und entferne dann diesen Hinweis.
16. ↑  Tropical Cyclone 05A (Luban) Warning NR 025. Joint Typhoon Warning Center, 13. Oktober 2018, archiviert vom Original am 22. Mai 2024; abgerufen am 26. November 2018 (englisch).  Info: Der Archivlink wurde automatisch eingesetzt und noch nicht geprüft. Bitte prüfe Original- und Archivlink gemäß Anleitung und entferne dann diesen Hinweis.
17. ↑  Tropical Cyclone Advisory Bulletin No. 51. (PDF) India Meteorological Department, 14. Oktober 2018, abgerufen am 26. November 2018 (englisch).
18. ↑  Tropical Cyclone 05A (Luban) Warning NR 026. Joint Typhoon Warning Center, 14. Oktober 2018, archiviert vom Original am 22. Mai 2024; abgerufen am 26. November 2018 (englisch).  Info: Der Archivlink wurde automatisch eingesetzt und noch nicht geprüft. Bitte prüfe Original- und Archivlink gemäß Anleitung und entferne dann diesen Hinweis.
19. ↑  Sunitha Devi: Bulletin NO.: 19 (BOB 08/2018) and Bulletin NO. : 29 (ARB 04/2018)-Modified. (PDF) India Meteorological Department, 10. Oktober 2018, abgerufen am 26. November 2018 (englisch).
20. ↑  United Nations Population Fund: UNFPA rushes emergency supplies for cyclone-affected South-east Yemen. ReliefWeb, 15. Oktober 2018, abgerufen am 26. November 2018 (englisch).
21. ↑   Cyclone Luban: Storm closing in on Salalah, heavy rains in Dhofar, Khaleej Times, 14. Oktober 2018. Abgerufen am 26. November 2018 (englisch).
22. ↑  Global Emergency Overview Weekly Picks, 16 October 2018. In: Assessment Capacities Project. ReliefWeb, 16. Oktober 2018, abgerufen am 26. November 2018 (englisch).
23. 1 2   Govt. Report: Luban Storm cost US$ one billion, Debriefer, 2. November 2018. Abgerufen am 26. November 2018
24. ↑  High Commissioner for Refugees: Yemen UNHCR Update, 13 - 26 October 2018. (PDF) ReliefWeb, 26. Oktober 2018, abgerufen am 26. November 2018 (englisch).
25. ↑   Yemen says 14 killed in Cyclone Luban In: Associated Press, 28. Oktober 2018. Abgerufen am 26. November 2018 (englisch).
26. 1 2 3 4 5 6  United Nations Office for the Coordination of Humanitarian Affairs: Yemen: Cyclone Luban Flash Update #3 (21 October 2018). ReliefWeb, 21. Oktober 2018, abgerufen am 26. November 2018 (englisch).
27. ↑  Ahmed Al-Haj:  Update: Cyclone Luban Hits Yemen, Injuring Dozens, Destroying Property In: Insurance Journal, 17. Oktober 2018. Abgerufen am 26. November 2018 (englisch).
28. 1 2 3 4  Yemen: Cyclone Luban Flash Update #1 (15 October 2018). In: United Nations Office for the Coordination of Humanitarian Affairs. ReliefWeb, 15. Oktober 2018, abgerufen am 26. November 2018 (englisch).
29. 1 2  Hassan Bashir:  ERC ends isolation of cyclone-hit Mukalla villages, ReliefWeb, 27. Oktober 2018. Abgerufen am 26. November 2018 (englisch).
30. ↑  Dr. Jeff Masters: 94L Headed Towards Belize; Tara Drenching Mexico; Luban Floods Yemen. Weather Underground, 15. Oktober 2018, abgerufen am 26. November 2018 (englisch).